# دنیاگیری کووید-۱۹ در انگلستان
دنیاگیری کووید-۱۹ در انگلستان بخشی از دنیاگیری بیماری کروناویروس ۲۰۱۹ در جهان است. اولین مورد تأیید شده در انگلستان در ۳۱ ژانویه ۲۰۲۰ در شهر یورک اعلام شد.